# 达察活佛
达察活佛（又称功德林活佛，藏語：ཀུན་བདེ་གླིང，威利转写：kun bde gling）清朝封为呼图克图，称濟嚨呼圖克圖或濟隆呼圖克圖等等；中华民国时期，续封呼图克图，称濟龍呼圖克圖；中华人民共和国时期，称功德林活佛。藏传佛教格鲁派活佛，驻锡八宿桑珠德青岭（又称甘丹桑珠岭，简称八宿寺、巴克硕寺或同卡寺），后又驻锡拉萨功德林（永安寺）。

## 沿革
八宿桑珠德青岭（又称甘丹桑珠岭，简称八宿寺、巴克硕寺或同卡寺）最初由洛巴·江村生格奠基于1473年，时称“朱寺”。后来，洛巴·江村生格的侄子巴角桑布将该寺迁移到八宿同卡地方，寺名为“桑珠德青岭”。1580年，拉旺曲结坚参获邀担任強巴林寺第十二任法台。后来，他回到家乡，在达察伦珠德青寺静修，“达察”便成为由其开始的活佛世系的名称。如果计入追认的三世，那么拉旺曲结坚参就是第四世达察活佛（如无说明，下文世数均计入追认）。
该活佛世系很早就获清朝中央政府册封为呼图克图。对于册封的具体时间，原来有各种不同说法，比如《西藏综览》称，八宿“敕封呼图克图之年月，《雅州府志》言在雍正七年，而《西藏图考》则称康熙五十八年。”后来，发现西藏自治区档案馆馆藏的一份1783年统计登记册中记载：“康区巴宿济咙呼图克图所属巴宿各寺院：文殊大主皇帝康熙四十二年赐巴宿之桑珠德庆寺名为郭巴佐吉寺。”由此推断，达察活佛被清廷册封为济咙呼图克图的时间可能是康熙四十二年（约合1703年）。如果这准确的话，则正好是六世达察活佛的时期。
七世达察活佛是北京雍和宫的第一任堪布，1758年在北京圆寂。圆寂后，于1759年获乾隆帝赐“慧通禅师”名号。八世达察活佛曾赴北京朝觐，后来获乾隆帝先后降旨“封伊为博勒图诺门罕之名号和扎萨克大喇嘛”、“著加恩仍准续封慧通禅师法号”。1796年，他在拉萨修建寺院，获嘉庆帝赐名“永安寺”，藏语称为“功德林”。自此，功德林成为此后历世达察活佛在拉萨的常驻地，达察活佛从此也被称为功德林呼图克图、功德林活佛。

## 傳承爭議
如今，达察活佛（功德林活佛）世系仍然在印度传承。现在有两位十三世达察活佛。达察·洛桑益西强白嘉措，宣稱擁有多傑雄登神諭認定，但未得到第十四世達賴喇嘛的承認，由于支持多杰雄登信仰而同第十四世達賴喇嘛发生激烈矛盾。另一位十三世达察活佛达察·丹增确吉坚赞，則得到第十四世達賴喇嘛的承認。

## 历世达察活佛
达察活佛系统是从拉汪曲吉坚参开始的，但如果计入追认的前三世，则拉汪曲吉坚参便是第四世。历世情况如下：
| 世数           | 生年   | 坐床年份 | 卒年   | 汉文姓名              | 藏文姓名 |
| -------------- | ------ | -------- | ------ | --------------------- | -------- |
| 第一世（追认） | 1402年 | ——       | 1473年 | 巴索·曲吉坚参         |          |
| 第二世（追认） | 1474年 | ——       | 1508年 | 翁布拉借              |          |
| 第三世（追认） | 1509年 | ——       | 1526年 | 布札昔热              |          |
| 第四世         | 1537年 | ——       | 1604年 | 拉汪曲吉坚参          |          |
| 第五世         | 1606年 | ？       | 1652年 | 达察·阿旺曲吉旺秀     |          |
| 第六世         | 1653年 | ？       | 1703年 | 达察·阿旺工曲尼玛     |          |
| 第七世         | 1708年 | ？       | 1758年 | 达察·罗桑班垫坚参     |          |
| 第八世         | 1760年 | 1764年   | 1810年 | 达察·益西罗桑丹贝贡布 |          |
| 第九世         | 1811年 | ？       | 1854年 | 达察·阿旺罗桑丹贝坚参 |          |
| 第十世         | 1855年 | ？       | 1886年 | 达察·阿旺班垫曲吉坚参 |          |
| 第十一世       | 1888年 | ？       | 1918年 | 达察·格桑丹贝卓米     |          |
| 第十二世       | 1924年 | ？       | 1957年 | 达察·罗桑土邓晋美坚参 |          |
| 第十三世       | 1959年 | ？       | 在世   | 达察·洛桑益西强白嘉措 |          |
| 第十三世       | 1983年 | ？       | 在世   | 达察·丹增确吉坚赞     |          |